# Egesina flavopicta
Egesina flavopicta là một loài bọ cánh cứng trong họ Cerambycidae.